# Рамиприл
Рамиприл (лат. Tritace) је лек из групе АКЕ-инхибитора, који се користи за лечење хипертензије (високог крвног притиска) и инсуфицијенције срца.